# Полдарай
 Полдарай  — деревня в Глазовском районе Удмуртии в составе  сельского поселения Понинское.

## География
Находится на расстоянии примерно 9 км на северо-восток по прямой от центра района города Глазов. 

## История
Впервые упоминается как починок Эбгашурский с 1795 года. В 1800 году в деревне проживало 13 семей.  В 1873 году здесь (Ебгашурская или Продолаево) было дворов 17 и жителей 163, в 1905 (Эбгашурская или Пудалай) 32 и 357, в 1924 57 и 415 (все удмурты). Работали  колхоз «Правда» и совхоз «Понинский».

## Население
Постоянное население  составляло 114 человек (удмурты 89%) в 2002 году, 90 в 2012.